# Un fil à la patte (film, 2005)
Pour l’article homonyme, voir Un fil à la patte.
Pour plus de détails, voir Fiche technique et Distribution.
Un fil à la patte est un film français réalisé par Michel Deville, sorti en 2005. C'est la cinquième adaptation cinématographique de la pièce de théâtre homonyme de Georges Feydeau créée le 9 janvier 1894 au Théâtre du Palais-Royal.

## Synopsis
D'après la pièce Un fil à la patte de Georges Feydeau.

## Fiche technique
- Titre : Un fil à la patte
- Titre international : The Art of Breaking Up
- Réalisation : Michel Deville assisté de Paul Gueu
- Scénario : Rosalinde Damamme, d'après Georges Feydeau
- Photographie : Pierre-William Glenn
- Décors : Thierry Leproust
- Costumes : Madeline Fontaine
- Montage : Andrea Sedlackova
- Musique : Charles Gounod (Les Nubiennes : danse de Phryné, Faust : valse de concert) par l'Orchestre philharmonique de Rotterdam, Quentin Damamme
- Productrice : Rosalinde Deville
- Sociétés de production : Éléfilm, France 2 Cinéma ; Les Films du losange avec le CNC, la Soficinéma, Canal+ et TPS Star
- Sociétés de distribution : Les Films du Losange (France)
- Pays d'origine : France
- Langue : français
- Format : couleur - 1,66:1 - 35mm
- Son : Dolby Digital
- Durée : 80 minutes
- Date de sortie : 27 avril 2005 (France)

## Distribution
- Emmanuelle Béart : Lucette
- Charles Berling : Édouard de Bois d'Enghien
- Dominique Blanc : baronne Duverger
- Jacques Bonnaffé : Fontanet
- Mathieu Demy : Firmin
- Julie Depardieu : Amélie
- Sara Forestier : Viviane
- Stanislas Merhar : Irrigua
- Tom Novembre : Chenneviette
- Clément Sibony : Antonio
- Patrick Timsit : Bouzin
- Virginie Hocq : Émilie

Ainsi que :
- Lily Galland : La fleuriste
- Elisabeth Macocco : L'invitée égarée
- Benoît Muracciole : Le notaire
- Michel Raskine : L'invité égaré
- Fabrice Talon : Le concierge
- Antonella Amirante :

## Production
D'un budget de 4.43 millions d'euros, le film est tourné au Studio 24 à Villeurbanne (Rhône), dans le Vieux-Lyon (scènes de l'hôtel particulier), au Palais-Royal à Paris et au Château de Chambly (Oise)

## Réception critique
Le film réalise 163 247 entrées en France lors de sa sortie.
Emmanuelle Béart a été nommée au Bidet d'Or du second rôle féminin.